# Plácido Aderaldo Castelo
Plácido Aderaldo Castelo (Mombaça, 11 de janeiro de 1906 — Fortaleza, 17 de junho de 1979), foi um advogado, jornalista e político brasileiro. Ocupou os cargos de prefeito de Fortaleza e governador do Ceará.

## Biografia
Plácido era filho de João Fernandes Castelo, prefeito de Mombaça em 1935, e Antonina Aderaldo Castelo, sobrinha-neta do Barão de São Leonardo. Casou-se com Joana Freire Castelo (Netinha), com quem teve doze filhos.
Bacharel em Direito pela Universidade Federal do Ceará, em 1930, atuou como advogado, jornalista e político.
Como deputado estadual constituinte, em 1935, participou da elaboração da Constituição do seu estado. Elegeu-se ainda deputado estadual para os mandatos de 1951 (suplência), 1955, 1959 (suplência) e 1963. Exerceu os cargos de primeiro secretário e segundo vice-presidente do poder legislativo cearense.
Ocupou os cargos de secretário de Agricultura e Obras Públicas e secretário da Fazenda do Estado do Ceará. Fundou e exerceu a presidência do Instituto de Previdência do Estado do Ceará - IPEC. Foi prefeito da cidade de Fortaleza e governador do Estado do Ceará no período de 1966 a 1971.
Seu governo foi de inúmeras realizações, sendo de grande importância e desenvolvimento para o Ceará, dentre elas estão a criação do Tribunal de Contas dos Municípios, em Fortaleza, e a construção do Estádio Castelão.
Faleceu aos 73 anos de idade, vítima de enfisema pulmonar.

## Obras
- Metodologia do Ensino da História (1928),
- A Constituição Republicana e a Federação (tese, 1929),
- Educação do Sertanejo (1931),
- A Escola Normal Rural (1932),
- Açudagem, Irrigação e Obras Contra as Secas (1934),
- Açudes, canais de irrigação, poços e outros serviços contra as secas (1936),
- O Instituto do Algodão e o Crédito Agrícola (1937),
- O barão de São Leonardo (1942),
- Problemas agropecuários do Ceará (1957),
- O Deputado Paula Rodrigues (1963),
- História política do Ceará (1963),
- História do ensino no Ceará (1970),[7]

## Homenagens
- Uma escola em Fortaleza foi nomeada em homenagem ao governador.[8]
- Uma escola em Pacujá têm o nome homenageando o governador,[9]
- Uma rua em Caucaia têm o nome do governador,[10]
- Uma escola em Caririaçu homenageia o político,[11]
- O Estádio Castelão foi nomeado em homenagem ao governador.[12][13]
- Recebeu o Troféu Sereia de Ouro do Grupo Edson Queiroz,[14]
- Um Colégio Agrícola em Mombaça leva o nome do governador,[15]